# 45692 Poshyachinda
45692 Poshyachinda è un asteroide della fascia principale. Scoperto nel 2000, presenta un'orbita caratterizzata da un semiasse maggiore pari a 2,6764454 au e da un'eccentricità di 0,1602012, inclinata di 10,68497° rispetto all'eclittica.